# Казавола, Франческо Паоло
Франче́ско Пао́ло Казаво́ла (итал. Francesco Paolo Casavola; род. 12 января 1931 года, Таранто, Италия) — итальянский юрист и государственный деятель, профессор права.

## Биография
Является специалистом в области римского права. Преподавал в Университете Бари (с 1960 года), затем в Неаполитанском университете имени Фридриха II в Неаполе, где занимал должность декана юридического факультета с 1983 по 1986 годы.
В 1986 году Парламентом Италии назначен судьёй Конституционного суда Италии. С 1992 по 1995 годы возглавлял конституционный суд. В 1993 по 1994 годы являлся членом Арбитражной комиссии по бывшей Югославии.

## Галерея
- Встреча Франческо Казавола с Президентом Италии Джорджо Наполитено в Квиринальском дворце (июнь 2014 года)
- Франческо Казавола читает лекцию, 2019 год